# Cratospila alboapicalis
Cratospila alboapicalis är en stekelart som beskrevs av Vladimir Ivanovich Tobias 1990. Cratospila alboapicalis ingår i släktet Cratospila och familjen bracksteklar. Inga underarter finns listade i Catalogue of Life.